# Virginia Bardach
Virginia Bardach (Córdoba, 3 de abril de 1992) es una exnadadora argentina múltiple medallista de los Juegos Suramericanos y campeona panamericana en los Juegos Panamericanos de 2019. Es hermana de la también exnadadora Georgina Bardach.

## Carrera deportiva
Participó en el Campeonato Mundial de Natación de 2011 en Shanghái en 400 metros libre, terminando en la posición 26 de la clasificación general con un tiempo de 4:18.57.
En los Juegos Panamericanos de 2011, compitió en los 400 y 800 metros libre, terminando en la posición 15 y 11 respectivamente. De igual manera fue integrante de los relevos 4x100 y 4x200 metros libres, donde fueron sextas en la final de ambos eventos.
Hizo su presentación en los Juegos Olímpicos de Río de Janeiro 2016 el 6 de agosto. Compitió en 400 metros combinado individual, dentro de la eliminatoria 2 en un tiempo de 4:49.69 quedando 5.ª en su eliminatoria y 31.ª en la ubicación general.
El 8 de agosto, compitió en 200 metros combinado individual, dentro de la eliminatoria 2 en un tiempo de 2:17.94 quedando 7.ª en su eliminatoria y 37.ª en la ubicación general.
En los Juegos Panamericanos de 2019 obtuvo la medalla de oro en 200 metros mariposa y la medalla de plata en 400 medley.
En 2020 recibió el Diploma al Mérito de los Premios Konex como una de los 5 mejores nadadores de la última década en Argentina.
Debido a la marca B que realizó en los Juegos Panamericanos de 2019 en los 400 metros combinados, la Federación Internacional de Natación la invitó a participar en los Juegos Olímpicos de Tokio 2020 quedando tercera en su serie con un tiempo de 5:01.98 y 17.ª en la tabla general.